# Flash (phim)
Flash (tên tiếng Anh: The Flash) là một phim siêu anh hùng của Mỹ dựa trên nhân vật cùng tên của DC Comics. Được sản xuất bởi DC Studios, Double Dream, và Disco Factory, và được phát hành bởi Warner Bros. Pictures, là phần thứ 13 trong Vũ trụ Mở rộng DC (DCEU). Phim do Andy Muschietti đạo diễn từ kịch bản của Christina Hodson và có sự tham gia của Ezra Miller trong vai Barry Allen / The Flash cùng với Sasha Calle, Michael Shannon, Ron Livingston, Maribel Verdú, Kiersey Clemons, Antje Traue, và Michael Keaton. Trong phim, Barry du hành ngược thời gian để ngăn chặn cái chết của mẹ mình, dẫn đến những hậu quả khôn lường.
Quá trình phát triển một bộ phim có Flash bắt đầu vào cuối những năm 1980, với nhiều biên kịch và đạo diễn tham gia dự án cho đến năm 2014. Bộ phim sau đó được phát triển lại như một phần của DCEU, với Miller được chọn làm nhân vật chính. Nhiều đạo diễn đã gắn bó với bộ phim trong những năm tiếp theo, với Seth Grahame-Smith, Rick Famuyiwa, và bộ đôi John Francis Daley và Jonathan Goldstein tất cả rời dự án vì sự khác biệt sáng tạo. Muschietti và Hodson tham gia bộ phim vào tháng 7 năm 2019 và quá trình tiền sản xuất bắt đầu vào tháng 1 năm 2020. Bộ phim chịu ảnh hưởng của cốt truyện truyện tranh Flashpoint, có nhiều nhân vật DC Comics, bao gồm cả Ben Affleck và Keaton, diễn lại các phiên bản tương ứng của Người Dơi. Quay phim chính diễn ra từ tháng 4 đến tháng 10 năm 2021 tại Warner Bros. Studios, Leavesden và tại các địa điểm trên khắp Vương quốc Anh.
The Flash ra mắt tại Los Angeles vào ngày 12 tháng 6 năm 2023 và được phát hành tại Hoa Kỳ vào ngày 16 tháng 6, sau nhiều lần trì hoãn do thay đổi đạo diễn, đại dịch COVID-19 và những thất bại trong khâu hậu sản xuất. Bộ phim đã thu về 210 triệu USD trên toàn thế giới và nhận về nhiều ý kiến trái chiều, trong đó những lời chỉ trích nhắm đến phần kịch bản, cách giải quyết nút thắt và hiệu ứng hình ảnh.

## Nội dung
Sau khi giúp Batman và Wonder Woman ngăn cản một vụ cướp ở Thành phố Gotham, Barry Allen về thăm lại ngôi nhà thời thơ ấu của anh và nhớ lại khoảng thời gian bên cạnh bố mẹ anh, Henry và Nora, trước khi Henry bị ở tù oan vì vụ giết hại Nora. Barry vô tình quay ngược thời gian trong lúc sử dụng Speed Force và cho Bruce Wayne biết chuyện này. Mặc dù Bruce cảnh báo rằng việc du hành thời gian có thể gây ra những hậu quả khó lường, nhưng Barry vẫn quay lại ngày Nora bị giết để ngăn chặn điều đó xảy ra. Anh bị một speedster bí ẩn đấm ra khỏi Speed Force và rơi vào năm 2013. Anh gặp bản thân mình trong quá khứ và nhận ra đây chính là ngày anh có được sức mạnh.
Cả hai Barry đến Sở Cảnh sát Thành phố Central, nơi Barry sắp đặt cho Barry-2013 bị sét đánh để có được sức mạnh. Cả hai đều bị sét đánh, Barry-2013 đã có sức mạnh trong khi Barry bị mất sức mạnh. Họ thấy trên truyền hình phát sóng lời đe dọa của Tướng Zod, một người Krypton chuẩn bị xâm lược Trái đất. Hai Barry muốn tập hợp Justice League nhưng không thành công. Điều này xảy ra vì trong dòng thời gian này, họ không biết Diana Prince ở đâu, Victor Stone chưa trở thành người máy và Arthur Curry chưa bao giờ được sinh ra. Họ đến Dinh thự Wayne tìm Bruce nhưng lại thấy một phiên bản Bruce đã già. Bruce giải thích về khái niệm đa vũ trụ, nói rằng việc du hành thời gian để thay đổi lịch sử sẽ ảnh hưởng đến các sự kiện trước và sau vụ thay đổi. Hai Barry sau đó thuyết phục Bruce giúp họ tìm Kal-El.
Hai Barry và Bruce sử dụng Batcomputer xác định vị trí của con tàu Krypton từng được phát hiện ở Siberia. Khi đến nơi, họ thấy Kara Zor-El, chị họ của Kal-El, đang bị giam trong cơ sở quân sự của Nga. Sau khi giải cứu Kara, Barry bảo Bruce tạo ra vụ sét đánh giúp anh có lại sức mạnh. Hai lần đầu thất bại, lần thứ ba thì thành công khi Kara mang Barry đến gần một cơn bão trên trời. Bruce và Kara đồng ý giúp hai Barry chống lại cuộc xâm lược của Zod. Trong trận chiến với Zod, Kara biết được rằng Zod đã bắt được tàu của Kal-El và giết chết cậu để lấy Codex trong máu cậu nhằm phục hồi dân số chủng tộc Krypton. Zod sau đó giết Kara để lấy Codex trong máu cô. Bruce cũng hi sinh thân mình một cách vô ích khi lái chiếc Batwing lao thẳng vào con tàu của Zod.
Hai Barry quay ngược thời gian để cứu mạng Bruce và Kara nhưng liên tục thất bại. Barry nhận ra rằng họ không thể thay đổi số phận hai người đó, nhưng Barry-2013 vẫn cố gắng quay ngược thời gian để rồi luôn thất bại. Đa vũ trụ bắt đầu nổ tung, tên speedster bí ẩn (kẻ trước đó đã đấm Barry ra khỏi Speed Force) quay lại và tiết lộ hắn chính là phiên bản tương lai của Barry-2013, người vẫn tin rằng mình có thể cứu thế giới khỏi Zod và ngăn chặn cái chết của Bruce và Kara. Hắn giải thích rằng nghịch lý vòng lặp đã tạo ra hắn, rồi trở nên tức giận khi Barry tiết lộ ý định hủy bỏ những thay đổi đối với dòng thời gian bằng cách để Nora chết. Tên speedster cố gắng giết Barry nhưng lại đâm trúng Barry-2013, người hi sinh bản thân để cứu Barry và xóa phiên bản tương lai của mình khỏi dòng thời gian.
Barry chấp nhận cái chết của Nora để thế giới được bình yên như cũ, tuy nhiên anh đã thực hiện một thay đổi nhỏ trong quá khứ, tạo ra bằng chứng mới ở thời điểm hiện tại chứng minh Henry vô tội. Sau khi trở lại hiện tại và minh oan cho bố mình, Barry đã gặp Bruce, người bây giờ mang ngoại hình khác do hành động của Barry.

## Diễn viên
- Ezra Miller thủ vai Barry Allen / The Flash: Một điều tra viên pháp y của cảnh sát từ Thành phố Central và là một thành viên của Justice League, người có khả năng di chuyển với tốc độ siêu phàm bằng cách sử dụng Speed Force. Miller miêu tả Barry là một con người đa chiều với những sai sót của con người.[4] Ian Loh thủ vai Barry lúc nhỏ, trong khi Miller cũng sẽ thủ vai các phiên bản khác của Barry từ các dòng thời gian khác.
- Ron Livingston thủ vai Henry Allen: Cha của Barry, người bị kết án oan tội giết hại vợ. Billy Crudup đã từng thủ vai nhân vật này trước đây trong DCEU.
- Michael Keaton thủ vai Bruce Wayne / Batman: Một người giàu, có địa vị của Thành phố Gotham, người mà có một công việc phụ bí mật là người chống lại tội phạm. Phiên bản Wayne này sẽ đến từ một vũ trụ khác. Keaton sẽ trở lại với vai diễn của ông từ phần phim trước là Batman (1989) và Batman Returns (1992), và phim sẽ bỏ qua các sự kiện tiếp theo trong Batman Forever (1995) và Batman & Robin (1997), trong đó Keaton không đảm nhận vai chính.
- Kiersey Clemons thủ vai Iris West: Một nhà báo của tờ Picture News và là hình mẫu lý tưởng của Barry.
- Michael Shannon thủ vai Tướng Zod: Một vị tướng người Kryptonian có sức mạnh tương tự như Superman và đã bị giết bởi anh trong Người đàn ông thép (2013).
- Antje Traue thủ vai Faora-Ul: Chỉ huy phó của Tướng Zod, người đã bị gửi đến Phantom Zone trong cuối phim Người đàn ông thép.
- Sasha Calle thủ vai Supergirl: Một người Kryptonian có sức mạnh, khả năng và trang phục tương tự như người em họ Superman của cô. Calle là nữ diễn viên Latin đầu tiên thủ vai Supergirl.
- Ben Affleck thủ vai Bruce Wayne / Batman: Phiên bản chính của Wayne từ dòng thời gian của Barry và là một thành viên của Justice League. Đạo diễn Andy Muschietti đã nói rằng nhân vật này có những tác động cảm xúc đáng kể đối với bộ phim thông qua mối quan hệ của anh với Barry, một phần vì mẹ của cả hai đều bị sát hại. Affleck cũng chia sẻ rằng những cảnh quay của anh trong phim là những thứ mà anh yêu thích nhất như nhân vật của anh và nó là một "cái kết đẹp" cho khoảng thời gian thủ vai nhân vật Batman của anh.[5]
- Gal Gadot thủ vai Diana Prince / Wonder Woman

Ngoài ra, phim còn có sự tham gia của Maribel Verdú thủ vai Nora Allen, mẹ của Barry, người đã bị sát hại khi anh còn nhỏ. Temuera Morrison sẽ trở lại với vai diễn Thomas Curry, cha của Aquaman từ các phần phim Aquaman trước trong DCEU. Bên cạnh đó, Saoirse-Monica Jackson, Rudy Mancuso và Luke Brandon Field cũng được xác nhận sẽ góp mặt trong phim với những vai diễn không được tiết lộ.

## Âm nhạc
Vào tháng 4 năm 2021, Benjamin Wallfisch được xác nhận sẽ soạn nhạc cho phim và đây cũng là lần cộng tác thứ ba giữa anh và Andy Muschietti sau hai bộ phim trước là Chú hề ma quái (2017) và Gã hề ma quái 2 (2019). Ngoài ra, Wallfisch cũng từng hợp tác với DC để soạn nhạc cho bộ phim Shazam! (2019).

## Quảng bá
Miller đã công bố cảnh quay đầu tiên từ bộ phim tại sự kiện trực tuyến DC FanDome vào tháng 10 năm 2021. Họ chia sẻ rằng không có đủ cảnh quay để tạo thành một đoạn giới thiệu ngắn hay đầy đủ nhưng William Hughes từ The A.V. Club đã nói rằng anh cảm thấy cảnh quay được phát hành đủ thoải mái để được phân loại như một đoạn phim giới thiệu. Anh cũng cho rằng việc có thể xem đoạn phim này như là một bằng chứng cho thấy bộ phim đã được thực hiện sau một lịch sử sản xuất lâu dài và đầy rắc rối của nó. Matt Patches của tờ Polygon và James Whitbrook của io9 đều nhấn mạnh rằng cảnh phim là một phần khởi đầu cho đa vũ trụ của DC trên phim với những gợi ý về các phiên bản Batman cũng như tiết lộ về việc Miller sẽ thủ vai nhiều phiên bản của Barry Allen. Tháng 2 năm 2022, nhiều cảnh quay hơn từ bộ phim đã tiếp tục được phát hành như một phần trong đoạn giới thiệu về các bộ phim DC năm 2022 của Warner Bros như Batman, Black Adam, Aquaman and the Lost Kingdom (trước khi The Flash và Aquaman and the Lost Kingdom bị dời lịch chiếu sang năm 2023).
DC Comics đã xuất bản một bộ truyện tiền truyện bao gồm 3 tập với tựa đề là The Flash: The Fastest Man Alive từ tháng 4 đến tháng 7 năm 2022. Bộ phim được viết bởi Kenny Porter với hình vẽ do Ricardo López Ortiz đảm nhận. Đầu truyện sẽ lấy bối cảnh là mốc thời gian giữa các sự kiện của Justice League và The Flash và sẽ cho ta thấy được quá trình Batman huấn luyện The Flash để đánh bại tên siêu ác nhân Girder. Một bộ sưu tập bìa mềm của loạt truyện giới hạn cũng được phát hành vào tháng 10 cùng năm.

## Phát hành
The Flash sẽ được Warner Bros. Pictures phát hành ngày 16 tháng 6 năm 2023 tại Mỹ. Ban đầu, phim dự kiến khởi chiếu tại các rạp vào ngày 23 tháng 3 năm 2018 khi Warner Bros. lần đầu công bố danh sách các phim thuộc DCEU, trước khi phim được đẩy lịch lên ngày 16 tháng 3 năm 2018. Tháng 7 năm 2016, ngày phát hành cũ của The Flash trở thành ngày phát hành chính thức của Tomb Raider: Huyền thoại bắt đầu. Sau đó, phim bị trì hoãn vô thời hạn cho đến khi Andy Muschietti được thuê để đạo diễn phim vào tháng 7 năm 2019 với ngày phát hành mới là ngày 1 tháng 7 năm 2022. Do ảnh hưởng của đại dịch COVID-19, lịch công chiếu của phim lại tiếp tục bị dời lần lượt là ngày 3 tháng 6 năm 2022 và ngày 4 tháng 11 năm 2022. Với khối lượng công việc của những nhà cung cấp hiệu ứng hình ảnh trong thời kỳ đại dịch COVID-19, Warner Bros. tiếp tục dời lịch phát hành phim sang tháng 6 năm 2023. Ngoài ra, bộ phim cũng sẽ được phát trực tuyến trên HBO Max sau 45 ngày phát hành tại các rạp.